# Thelypteris monosora
Thelypteris monosora är en kärrbräkenväxtart som först beskrevs av Karel Presl, och fick sitt nu gällande namn av Salino. Thelypteris monosora ingår i släktet Thelypteris och familjen Thelypteridaceae. Inga underarter finns listade.